# Vera Klopčič
Vera Klopčič (rojena Osolnik), slovenska pravnica, * 1950, Beograd
Maturirala je na Šubičevi gimnaziji v Ljubljani leta 1968. Leta 1973 je diplomirala na Pravni fakulteti v Ljubljani z diplomsko nalogo o OZN in varstvu človekovih pravic. Istega leta je za diplomsko nalogo prejela nagrado Društva za Združene narode.
Po diplomi se je zaposlila kot pripravnica na Okrožnem sodišču v Ljubljani in leta 1975 opravila pravosodni izpit, nato pa se je v začetku leta 1976 zaposlila na Inštitutu za narodnostna vprašanja v Ljubljani. V letih od 1992 do 1998 je bila direktorica te ustanove kot prva ženska v njenih 75 letih obstoja.
Magistrirala je na Pravni fakulteti v Beogradu, doktorirala pa leta 2003 na Pravni fakulteti v Ljubljani.
Ukvarja se z varstvom človekovih pravic in manjšin. Poglobljeno se posveča izboljšanju položaja Romov. Napisala je monografijo: Položaj Romov v Sloveniji/ Romi in Gadže (2007) Ljubljana in kot soavtorica znanstvene monografije  KLOPČIČ, Vera, MUNDA HIRNÖK, Katalin. Izzivi, dileme, rešitve : izobraževanje Romov v praksi nekaterih držav. Ljubljana: Inštitut za narodnostna vprašanja, 2013. 84 str., ilustr. ISBN 978-961-6159-46-3. [COBISS.SI-ID 268411136].
Uredila in (so) uredila več zbornikov o Romih.
1.      Klopčič, V. in Polzer, M. (2003). Evropa, Slovenija in Romi. Zbornik referatov na mednarodni konferenci v Ljubljani. Ljubljana: Inštitut za narodnostna vprašanja.
3.     ↑ Klopčič, V. (2004). Evropa, Slovenija in Romi. Razprave in gradivo - Inštitut za narodnostna vprašanja (1990), 45, 184-201.
4.     ↑ Žagar, N. in Klopčič, V. (2006). Poklicno informiranje in svetovanje za Rome-PISR. Črnomelj: Zavod za izobraževanje in kulturo.

### Zasebno
Je najmlajša od štirih otrok Mare Rupene in Bogdana Osolnika. V Beogradu je dokončala osnovno šolo in tri letnike gimnazije.
1. ↑  Normativna kontrola Kongresne knjižnice — Library of Congress.